# Laphria basigutta
Laphria basigutta là một loài ruồi trong họ Asilidae. Laphria basigutta được Walker miêu tả năm 1857.